# 1981 Midas
Az 1981 Midas (ideiglenes jelöléssel 1973 EA) egy földközeli kisbolygó. Charles Thomas Kowal fedezte fel 1973. március 6-án.